# Sirius SportMedia
Die Sirius SportMedia GmbH (kurz: Sirius GmbH) ist ein Unternehmen von Leo Kirch.
Die Gesellschaft ist im Oktober 2007 von der Deutschen Fußball Liga mit der Vermarktung der Bundesliga ab der Saison 2009/10 beauftragt worden.
Das neue Konzept besteht aus drei Kernbereichen. Die Ausschreibung der Medienrechte im deutschsprachigen Raum soll eine Steigerung des Umsatzes auf 3,45 Mrd. Euro in 6 Jahren erbringen. Demnach würden 500 Millionen Euro pro Saison garantiert. Für die Produktion der Livebilder wollen Sirius und DFL ein Joint Venture gründen, das zu 51 Prozent Sirius GmbH und zu 49 Prozent der DFL gehören soll. Schließlich ist die Gründung einer separaten DFL-Gesellschaft zur Vermarktung der Auslandsrechte geplant, die nochmal 460 Millionen Euro Umsatz in sechs Jahren aus der Auslandsvermarktung erwirtschaften soll.
Am 16. September 2008 berichtete das Handelsblatt, dass die DFL den Vertrag auf Druck des Bundeskartellamtes zum 30. September 2008 und damit noch vor Beginn aufkündigen werde und das Vergabeverfahren Anfang 2009 neu ausschreiben müsse. Am 25. September 2008 wurde der Vertrag seitens der DFL offiziell gekündigt.